# Nu sur un coussin bleu
Nu sur un coussin bleu est un tableau réalisé par le peintre italien Amedeo Modigliani en 1917. Cette huile sur toile de lin est un nu qui représente une jeune femme aux cheveux noirs accoudée sur un coussin bleu devant un fond rouge sombre. Achetée par Paul Guillaume, l'œuvre est revendue à Chester Dale en avril 1928. Léguée en 1963, elle est conservée à la National Gallery of Art, à Washington, aux États-Unis.